# Honoré Dambielle
Pour les articles homonymes, voir Dambielle.
Honoré Dambielle, né le 10 août 1873 à Saint-Lizier-du-Planté (Gers) et mort le 7 octobre 1930 à Lombez (Gers), est un religieux français. Passioné par sa région, il est actif dans le mouvement du Félibrige. Écrivain régionaliste, historien, collecteur des mœurs et des traditions, imprimeur… Il écrit de nombreux ouvrages sur l’histoire, les coutumes, le folklore et les traditions du Gers jusqu'à son décès brutal en 1930.

## Biographie
Onorat (en gascon), Honoré Dambielle est né à Saint-Lizier-du Planté - un petit village du département du Gers - le 19 août 1873, de parents paysans.
Après des études au séminaire d’Auch, il est ordonné prêtre le 17 juillet 1898. D’abord prêtre dans plusieurs villages gersois, il devient, après la première guerre mondiale, curé de Samatan.
Il s'intéresse tout d'abord à l'histoire et à l'archéologie et publie dès 1904 un article dans le Bulletin archéologique du Gers, Notes sur le château et l'église de Pellefigue et sur la découverte d'une statue dans un des murs de l'église , puis en 1906, Souvenirs de la révolution qui traite des cachettes des prêtres durant la terreur.
En 1907, La sorcellerie en Gascogne marque un tournant vers d'autres intérêts. En effet, dès lors, il orientera tous ses travaux vers le félibrige et la cause occitane.
Membre de l'Escole deras Pireneos depuis sa fondation en 1904, il collabore dans de nombreuses revues - Era boutz dera Mountanho, Reclams de Biarn e Gascougno, et L'Armanac de Gascougno - dans lesquelles on retrouve ses différents Countes, Devinettes et Proverbes.
Il publia 36 contes, 21 pièces de théâtre réunies sous le titre de Théâtre régionaliste gascon, un recueil de devinettes, 2 albums de chansons gasconnes, et des milliers de proverbes recueillis comme autant de trésors de la sagesse occitane qu'il classe par thèmes,. Éducateur, il souhaite élever l'homme "cimenté de vertus généralement médiocres et pétri de défauts pas redoutables mais nombreux..." comme il l'écrit en introduction de la 7ième série de proverbes. Nombreuses sont les publications qui proposent une traduction en français, en regard du texte gascon.
En 1910, il édite son seul roman O moun païs, pour lequel il recevra la critique élogieuse de MM Camelat, Armand Praviel et Frédéric Mistral.
En 1920, il est fait maître en gai savoir du Félibrige.
En 1923, Il crée la revue l'Almanac Occitan, premier almanach national occitan, avec 50'000 lecteurs et qui sera distribué dans 12 provinces.
En 1926, il crée l'Imprimerie Occitane, et publie un grand nombre d'ouvrages dans le but de diffuser la culture gasconne.
Le 7 octobre 1930, il part en déplacement à Lourdes avec 4 autres personnes, dans la voiture qu'il vient d'acquérir. Le véhicule est percuté par un train, à un passage à niveau, non loin de Lombez. Alors vice-président de l'Escolo deras Pireneos, membre du conseil de l'Escolo Gaston Fébus, l'abbé Dambielle meurt dans l'accident.
En 2014, l'association Savès Patrimoine édite un ouvrage qui lui rend hommage, et réunit une grande partie de son œuvre dans Mémoires gasconnes : Honoré Dambielle, puis organise en 2015 une exposition Sur les pas d'Honoré Dambielle.

## Publications[18]
- 1907 - La sorcellerie en Gascogne, Imprimerie Léonce Cocharaux, Auch [5],[19];
- 1909 - La langue gasconne (discours du 5.09.1909), Imprimerie Abadie à Saint-Gaudens ;
- 1910 - O moun païs, (roman) Imprimerie Abadie à Saint-Gaudens ;
- 1920 - Chansons gasconnes Tomes 1 & 2 - Imprimerie Occitane à Samatan [20];
- 1928 - Nos devinettes Gasconnes, Imprimerie Occitane à Samatan [21],[20];
- 2014 - Mémoires gasconnes : Honoré Dambielle, ouvrage de Savès Patrimoine.

### Nos Proverbes gascons[22]
- 1928 - 1ère série : les douze mois de l'année [23],[24];
- 1923 - 2ième série : les proverbes météorologiques [25];
- 1924 - 3ième série : l’homme et la femme [26];
- 1925 - 4ième série : le mariage [27];
- 1925 - 5ième série : l’homme et son travail [28];
- 1926 - 6ième série : l’homme et les animaux domestiques [29];
- 1927 - 7ième série : l’homme social et religieux[30].

### Théâtre régionaliste gascon
- 1910 - La prumèro escapado (Comédie militaire) ;
- 1910 - Un petit dinna (Comédie de campagne en 5 actes), Imprimerie de la Presse Populaire à Arras ;
- 1912 - La Caritat (Pièce dramatique en 1 acte) pour jeunes filles [31];
- 1912 - Le Perdoun (Pièce dramatique en 2 actes) ;
- 1913 - Uo Belhado (Comédie gasconne en 3 actes), Imprimerie centrale à Auch ;
- 1920-1922 - Théâtre régionaliste gascon I. – Las duos Sourdos (Comédie de marché) ;
- 1920 - Théâtre régionaliste gascon II. – Manchanto Cousino, (Comédie) ;
- 1920 - Théâtre régionaliste gascon III. – Cau pas parti, (Drame domestique) ;
- 1920 - Théâtre régionaliste gascon IV. et V. – Ren que leyt, suivie de Le borni e le boussut ;
- 1922 - Théâtre régionaliste gascon VI et VII- Mestre e bailet, suivi de Cau le medecin;
- 1922 - Théâtre régionaliste gascon VIII - La pousouèro ;
- 1922 - Théâtre régionaliste gascon IX et X - Le Titet à Paris, suivi de Councierge à l'Obelisco ;
- Théâtre régionaliste gascon X.? – La cousseto e l'escauho-leyt ;
- Cousino e pataclan, La causas trop courtos.

### Contes
- 1907 - Countes de Gimouo (Contes de Gimont)
- Countes de Samatan (Contes de Samatan)
- Countes de la Sauo (Contes de la Save)
- 1927 - Countes de Priou (Contes du Prieur), Imprimerie Occitane à Samatan [32];
- 1927 - Countes animalies (Contes animaliers), Imprimerie Occitane à Samatan [32];